# Шемаров, Василий Михайлович
Василий Михайлович Шемаров (7 сентября 1922, село Подболотье, Елатомский уезд, Тамбовская губерния) — 26 июля 2015, город Сасово, Рязанская область) — участник Великой Отечественной войны, полный кавалер ордена Славы, командир СУ-76, 69-го отдельного гвардейского самоходного артиллерийского дивизиона 62-й гвардейской стрелковой дивизии, 2-го Украинского фронта гвардии старший сержант — на момент последнего представления к ордену Славы.

## Биография
Родился 7 сентября 1922 года в селе Подболотье, ныне Пителинского района Рязанской области в семье крестьянина. Русский.
В 1938 году Василий окончил Огарево-Почковскую семилетнюю школу. В 1939 году — Сасовское ФЗУ, получил специальность слесаря паровозного депо, затем окончил курсы помощника машиниста паровоза. С 1940 года работал в Сасовском локомотивном депо кочегаром парового отопления, помощником машиниста паровоза.
В июле 1941 года был призван в Красную Армию и направлен во 2-ю Московскую авиационно-техническую школу, дислоцированной в Тушине, был назначен командиром отделения. При подступах вражеских войск к Москве курсантов эвакуировали в город Абдулино (Оренбургская область). Вскоре учебную группу отправили в запасную стрелковую бригаду, где готовили маршевые стрелковые роты. Вместо фронта был направлен в Рижское пехотное училище, дислоцированное в город Стерлитамаке (Башкирия). Однако офицером не стал, в начале 1943 года личный состав училища был отправлен на Воронежский фронт.
С марта 1943 года- наводчик орудия 72-го отдельного гвардейского истребительно-противотанкового дивизиона (68-я гвардии стрелковая дивизия, 38-я армия, 1-й Украинский фронт) гвардии старший сержант Шемаров 24.12.1943 г. у с. Чернявка (Оратовский р-н Винницкой обл.) и 1.01.1944 г. в районе с. Кумановка (Казатинский р-н Винницкой обл.) уничтожил вражескую автомашину, несколько повозок с боеприпасами, свыше 10 солдат и офицеров.
20 января 1944 года награждён орденом Славы 3 степени.
Уже в должности командира орудия 16 апреля 1944 года в бою у населенного пункта Середынки (10 км юго-западнее г. Тернополь, Украина) подбил 3 вражеских танка, 2 бронетранспортера.
11.5.1944 г. награждён орденом Славы 3 степени, 31.3.1956 г. перенаграждён орденом Славы 1 степени.
Член ВКП(б) с 1944 г.
Командир СУ-76 72-го отдельного гвардейского самоходного артиллерийского дивизиона (68-я гвардии стрелковая дивизия, 18-й гвардейский стрелковый корпус, 2-й Украинский фронт) гвардии старший сержант Шемаров с расчетом 11-20.01.1945 г. в боях за г. Будапешт (Венгрия) ликвидировал свыше 12 огневых точек, 2 самоходных орудия, бронетранспортер, 2 зенитные пушки и много солдат и офицеров противника.
8.6.1945 г. награждён орденом Славы 2 степени.
В 1946 году демобилизовался из рядов Советской Армии в звании старшины, вернулся в город Сасово. На первых порах работал помощником машиниста, а после окончания курсов — машинистом.
За трудовые успехи награждён медалями, именными часами и знаком «Почетному железнодорожнику». Ему было присвоено звание почетного ветерана Московской железной дороги. С 1977 года — персональный пенсионер союзного значения.
Почетный гражданин города Сасово. В городе Сасово, на фасаде дома № 34 микрорайона «Южный», где последние десятилетия жил В. М. Шемаров, установлена мемориальная доска.

## Награды
- три ордена Отечественной войны 1-й степени
- орден Красной Звезды
- орден Славы 1-й степени
- орден Славы 2-й степени
- орден Славы 3-й степени
- Медали, в том числе:
  - «За трудовое отличие»
  - «За доблестный труд. В ознаменование 100-летия со дня рождения Владимира Ильича Ленина»
  - «За победу над Германией в Великой Отечественной войне 1941—1945 гг.»
  - «За взятие Будапешта»
  - «За взятие Вены»
  - «Ветеран труда»
- Знак «Почётный железнодорожник»